# Гридница
Гри́дница (гридня) — в древнерусской архитектуре IX—XVII веков — большое помещение в княжеском дворце для дружинников,палата для гридей, помещение дружины князя.

## Этимология слова
Этимологический словарь Фасмера слово гридница производит от слова «Гридь», Гридень — дружинник.
С. А. Гедеонов считает, что гриди произошли от гридницы, а гридница от глагола греть. Также, как слово изба происходит от истопка, истьба, истопить. Гридей (гридницей), по версии С. Гедеонова, называли княжеские палаты, а избой — дома смердов.

## История
Гридница представляла собой огромное помещение, в котором постоянно размещалась или временно собиралась княжеская дружина.
Кровля гридницы высилась на больших деревянных столбах.
В гридницах одновременно могло размещаться до 400 человек.
Поэтому она использовалась также для приёмов и праздничных пиров.
Гридница могла быть и отдельно стоящим строением, не связанным с жилым дворцом.
Первые княжеские дворцы в Киеве представляли собой гридницы.
С конца XI века гридницы стали использовать и как тюрьмы, — старые порубы и погреба были недостаточны. Поначалу в гридницу сажали самых знатных военнопленных, например, половецкого хана Кобяка, о чем упоминается в «Слове о полку Игореве».
В Новгороде и Пскове гридницы сохранялись дольше, чем в других городах Руси, изменив, однако, своё назначение. В Новгороде в зданиях гражданской арихитектуры, предположительно называвшихся гридницами и представлявших собой особые башни на вечевых площадях, размещались вечевые городские, кончанские и уличанские колокола. В Пскове гридницей называли большое общественное помещение, которым могло быть, например, и помещение для общего кончанского скота.
Гридница упоминается в летописях, былинах, сказках.

## Гридница в литературе
«Слово о полку Игореве»
А поганаго Кобяка изъ луку моря отъ желѣзныхъ великыхъ плъковъ Половецкыхъ, яко вихръ выторже:
 и  падеся Кобякъ въ градѣ Кіевѣ, въ гридницѣ Святъславли.

А. С. Пушкин, поэма «Руслан и Людмила»

… И, бедствий празднуя конец, 

 Владимир в гриднице высокой 

 Запировал в семье своей. 

 Дела давно минувших дней, 

 Преданья старины глубокой.